# Philippe Faure-Brac
Pour les articles homonymes, voir Faure et Brac.
Philippe Faure-Brac, né le 25 février 1960 à Marseille, est un chef sommelier français qui a notamment remporté le concours du Meilleur Sommelier du Monde 1992 à Rio de Janeiro. Il est président de l'Union de la sommellerie française de 2016 à 2023.

## Biographie
Philippe Faure-Brac est le fils d'Emile Louis Faure-Brac, expert-comptable et de Jeannine Allègre, esthéticienne. Ses grands-parents qui possédaient l’hôtel-restaurant les 3 Chamois à Briançon, lui inoculent le virus de la cuisine et de la restauration.
C'est lors de ses études de cuisinier que Philippe Faure-Brac se passionne pour le vin et se tourne vers le métier de sommelier. Il obtient son CAP et son BEP Cuisine au lycée polyvalent Paul-Arène à Sisteron, son BTH-restauration au lycée technique hôtelier Lesdiguières de Grenoble enfin un BTS en gestion des entreprises de restauration et son CAP de Sommelier au lycée technique hôtelier de Nice.
Après diverses expériences dans des restaurants parisiens, il ouvre et dirige depuis 1984 son restaurant le « Bistrot du Sommelier » au 97 boulevard Haussmann dans le 8e arrondissement de Paris.
Il se marie le 3 juin 1989 avec Nadine Padovani avec qui il a deux enfants Célia et Mathias. Bien qu'ils soient divorcés, le couple reste associé dans la gestion du « Bistrot du Sommelier ». Il vit aujourd’hui avec Alexandra Del Medico et ses deux enfants Matthieu et Thomas Six.
Membre du comité national de l’INAO depuis 1998 et du bureau de l'Association de la sommellerie internationale depuis 2004, il est fait Chevalier de l'Ordre du Mérite agricole en 1995 et Chevalier de l'Ordre National du Mérite en 2005. Il est promu en 2018 Officier de l'Ordre du Mérite Agricole.
En 2000, il crée le concours "Un des Meilleurs Ouvriers de France" option Sommellerie et en assure la présidence depuis l'origine. Il est président de 2016 à 2023 de l’Union de la Sommellerie Française, suivi par Fabrice Sommier,.
En 2007, il devient associé au Domaine Duseigneur. Outre sa  connaissance du monde du vin, il précise avantage les choix des cuvées et des assemblages.

## Le chabrot du Grand Jury Européen
Si faire chabrot est aujourd'hui considéré comme un geste démodé et rustique, il peut se faire dans tous les milieux et dans un esprit de connivence et de convivialité. Lors d'un repas entre gastronomes, Philippe Faure-Brac, membre du GJE, se leva et demanda l'autorisation de faire chabrot avec son reste de velouté de champignon et un Cheval Blanc 1998. Pierre Lurton, directeur des sociétés des châteaux d'Yquem et de Cheval Blanc, lui répondit en versant le fond de son verre dans le potage. Tout le monde fit de même. Cette version moderne de chabrot a consisté à finir de déguster le mélange à la cuillère, mais aucun n'a bu directement à l'assiette.

## Vie privée
Il se marie le 3 juin 1989 avec Nadine Padovani avec qui il a deux enfants Célia et Mathias. Bien que divorcé, le couple reste associé dans la gestion du « Bistrot du Sommelier ». Il vit aujourd’hui avec Alexandra Del Medico et ses deux enfants Matthieu et Thomas Six.

## Récompenses et distinctions

### Palmarès de sommelier
- Meilleur jeune sommelier de France 1984 (Trophée Ruinart)
- Meilleur sommelier de France 1988
- Meilleur sommelier du Monde 1992 à Rio de Janeiro
- Maître Sommelier de France (UDSF) en 1992
- Meilleur ouvrier de France 2015 - catégorie « Honoris Causa »

### Distinctions
- Chevalier de l'ordre national du Mérite Il est fait chevalier le 13 mai 2005[8].
- Officier de l'ordre du Mérite agricole (2018)
  - Chevalier en 1994[9]

### Prix littéraires
- 1999 : Prix du Meilleur Livre du Vin, Salon International du Livre de Périgueux
- 1999 : Prix du Meilleur Livre de Cave, Salon du livre et du vin de Saumur
- 2000 : Gourmand World Cookbook Awards - « Special Award of the Millenium » pour le livre Les Vins du Siècle'
- 2004 : Prix Edmond de Rothschild pour le livre Vins & mets du Monde
- 2004 : Gourmand World Cookbook Awards
- 2006 : Gourmand World Cookbook Awards dans la catégorie meilleur livre
- 2006 : Prix Curnonsky du Meilleur Livre de l'année pour le livre Comment goûter un vin
- 2007 : Gourmand World Cookbook Awards France et monde pour le livre Comment goûter un vin
- 2013 : Prix de la « Forêt des livres Gonzague Saint Bris »

### Prix et récompenses
- 1993 : Personnalité de l’année par le Guide Champérard
- 1996 : Nef d’Or de l’Entreprise de la Chambre de Commerce de Paris
- 2005 et 2007 : Grand Prix de la Presse du Vin
- 2007 : « Best Award of Excellence » du magazine Wine Spectator

## Publications
- La Cave idéale, EPA éditions, 1998 (ISBN 2-85120-517-X et 9782851205179, OCLC 467625638).
- Le Livre de cave, EPA éditions, 1998 (ISBN 2-85120-520-X et 9782851205209, OCLC 633684956).
- Bordeaux : le choix du sommelier, Paris, EPA éditions, 2000, 287 p. (ISBN 2-85120-559-5 et 9782851205599, OCLC 319860714).
- Saveurs complices : des vins et des mets, Paris, EPA éditions, 2002, 183 p. (ISBN 2-85120-580-3 et 9782851205803, OCLC 50808488).
- avec Jean-Charles Vaillant, Vins et mets du monde : Saveurs complices, Paris, EPA éditions, 2004, 183 p. (ISBN 2-85120-607-9 et 9782851206077, OCLC 56530897).
- Comment goûter un vin, Paris, EPA éditions, 2006, 301 p. (ISBN 2-85120-637-0 et 9782851206374, OCLC 421672949).
- avec Gérard Guicheteau et Jacques Boulay, Les grands vins, Paris, EPA éditions, 2009, 183 p. (ISBN 978-2-8123-0079-0 et 2812300795, OCLC 742952759).
- Comment faire sa cave, Paris, EPA éditions, 2010, 251 p. (ISBN 978-2-85120-736-4 et 2851207369, OCLC 718517609).
- Carnet de dégustation, EPA éditions, 2011 (ISBN 978-2-85120-087-7 et 2851200879).
- Tout sur le vin : de la vigne à la dégustation, Paris, EPA éditions, 2012, 204 p. (ISBN 978-2-85120-114-0 et 285120114X, OCLC 816675031).
- Vinitour le jeu sur la route des vins de France, EPA éditions, 2014 (ISBN 978-2-85120-752-4 et 2851207520).
- 600 Questions sur le Vin : Débutant à connaisseur, Le Chêne, 2016, 16 p. (ISBN 978-2-85120-869-9 et 2851208691).
- Accords Vins et Mets selon Philippe Faure-Brac, EPA éditions, 2020, 404 p. (ISBN 978-2-37671-183-4 et 2376711835).